# Урарина
Урарина (известен также под названием симаку) — язык народа урарина, проживающего в перуанской Амазонии. Является изолятом. Число носителей — около 3 000 человек, проживают на северо-востоке Перу, в регионе Лорето. Женщины главным образом монолингвы, большинство мужчин в разной степени владеют испанским. Уровень грамотности носителей весьма низок.
Выделяют несколько очень сходных диалектов. Характерный порядок слов — OVS, очень редкий среди мировых языков. 

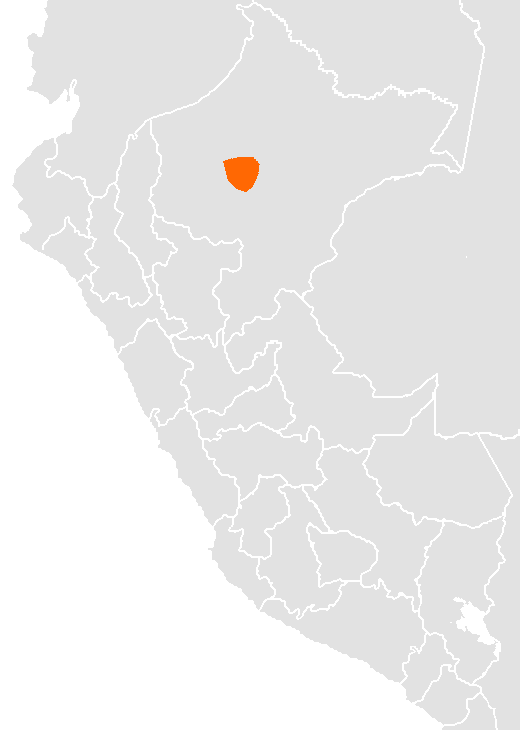
Район распространения языка

## Примеры лексики
- Eleijĩ (один)
- Kadzatajai (два)
- Nichatajai (три)
- Jenai (четыре)
- Asaoki (пять)
- Kacha (мужчина)
- Ene (женщина)
- Maso (собака)
- Enota (солнце)
- Ĩono (вода)